# 约翰·查菲
约翰·查菲（英語：John Chafee，1922年10月22日—1999年10月24日），美国共和党籍政治人物， 原罗德岛州州长、海军部长、联邦参议员。

## 生平
第二次世界大战期间，当时尚在耶鲁大学就读的查菲决定加入美国海军陆战队。他曾参与了瓜达尔卡纳尔岛战役与冲绳岛战役。二战结束后他回到学校，1947年获耶鲁大学学士学位。1950年获哈佛大学法学士学位。次年朝鲜战争爆发后，他再度入伍，跟随第七陆战团第二营前往朝鲜半岛。
韩战后，查菲开始步入政界。1950年代，他曾出任普罗维登斯市长、罗德岛州众议员等职。1962年，他当选第66任罗德岛州州长。1969年，理查德·尼克松总统任命他为美国海军部长。1976年，他成功当选罗德岛州联邦参议员，成为了1930年以来首位出任此职的共和党人。此后他多次连任成功，直至1999年10月24日因心脏衰竭突发逝世。
查菲去世后，其子林肯·查菲被任命为参议员，以接替他父亲的任期。2000年，他被追绶总统自由勋章。

## 家庭
查菲出生于罗德岛州普罗维登斯的一个政治世家。其母亲的外祖父是原罗德岛州州长亨利·利皮特，同样曾任罗德岛州州长的查尔斯·W·利皮特与联邦参议员亨利·F·利皮特都是他的舅公。著名公民自由意志论者、哈佛大学法律教授泽卡赖亚·查菲则是他的伯父。
查菲育有四子二女，包括原罗德岛州州长、联邦参议员林肯·查菲。